# 玄光寺
23°51′08″N 120°54′49″E / 23.852148°N 120.913595°E
玄光寺，是位於臺灣南投縣魚池鄉日月村日月潭畔的佛寺，曾供奉玄奘部分頂骨。

## 歷史

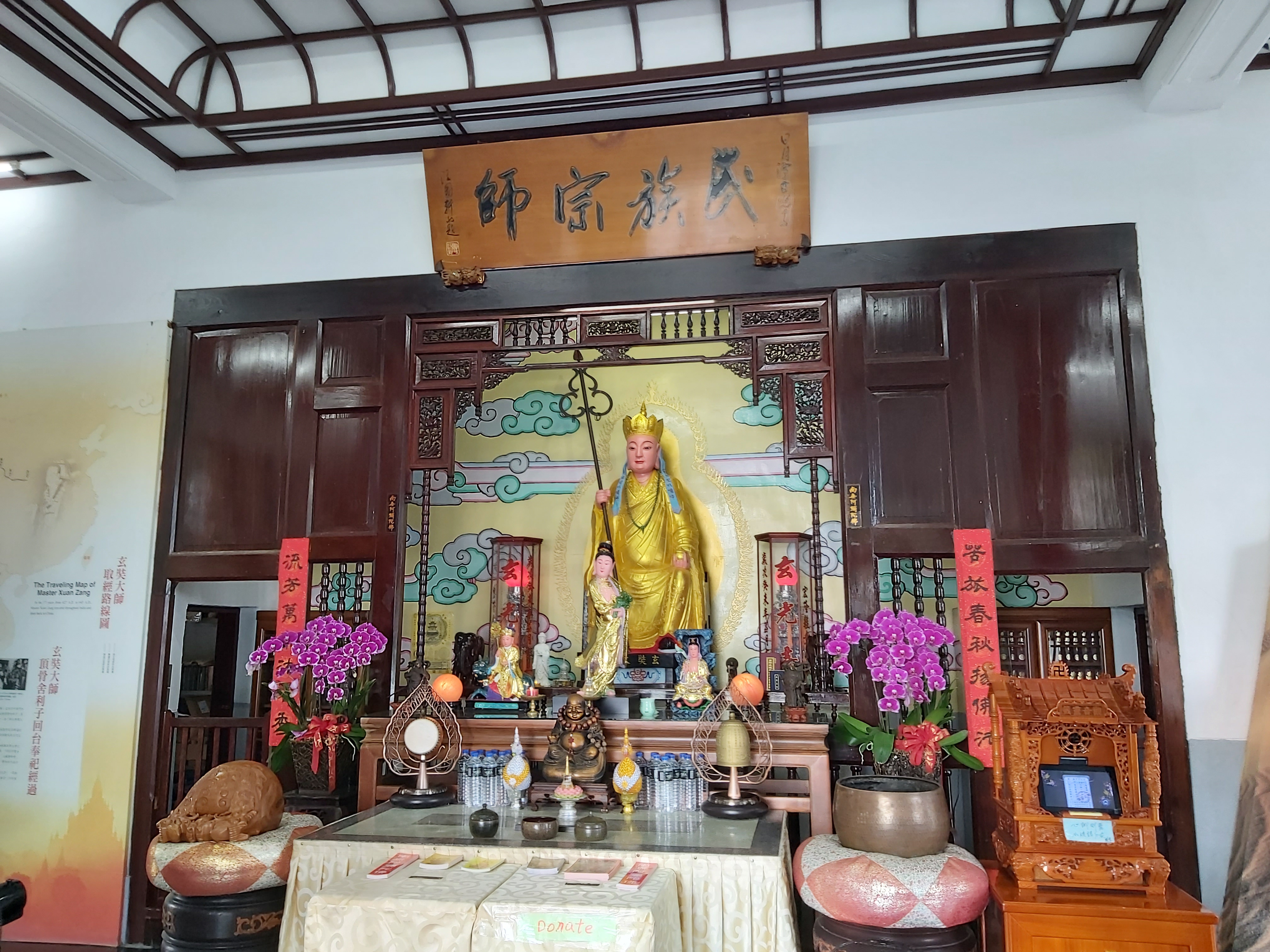
正殿玄奘大師法像

### 鄉公所出資建寺
所在地原為林管局所有。1955年9月22日，「日月潭玄奘三藏大師靈骨塔寺籌建促進委員會」成立，支持玄奘頂骨安奉在日月潭，魚池鄉鄉長黃登鳳則建議先建臨時的玄奘頂骨奉安所，也就是此寺的由來。

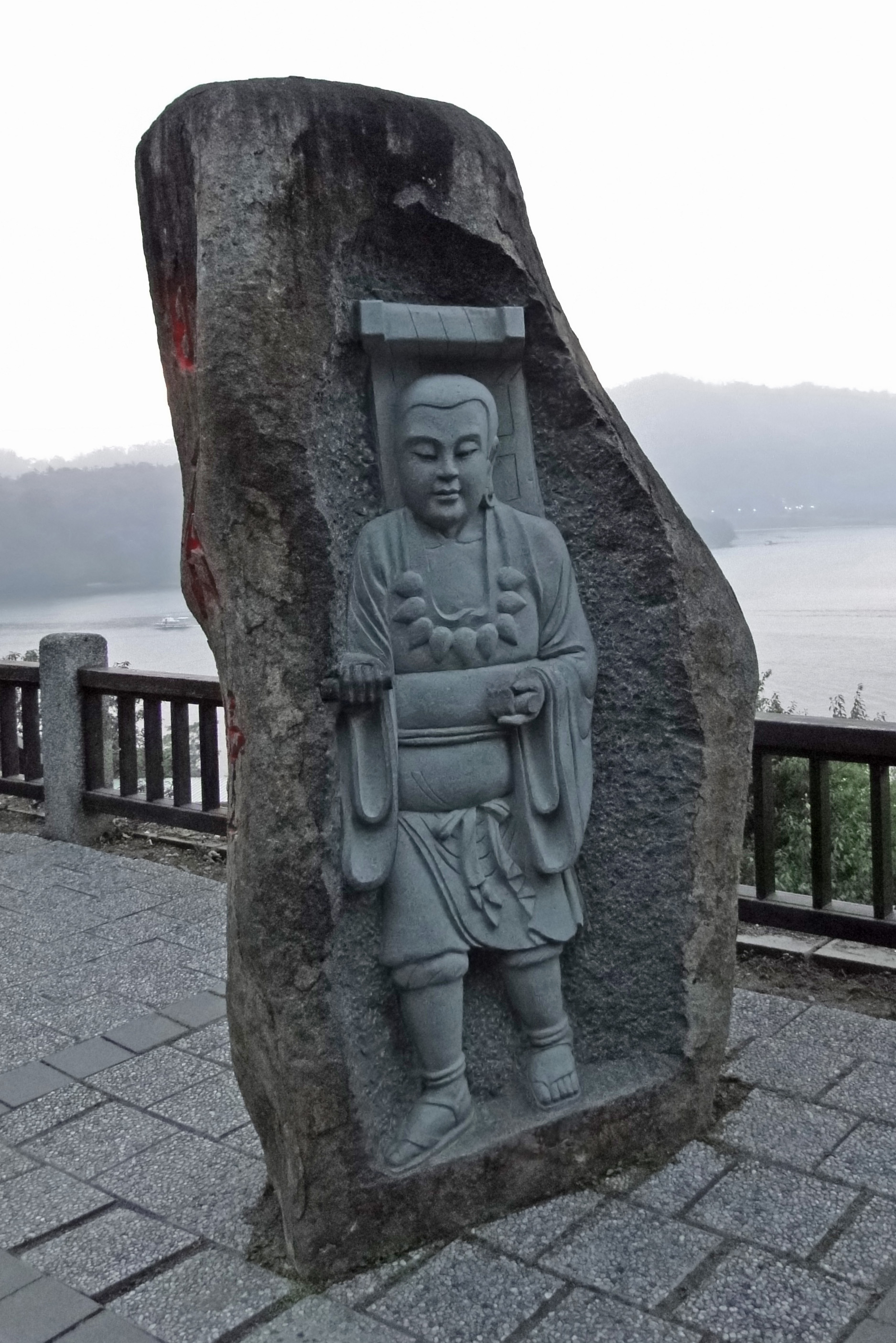
寺中的玄奘雕像

1955年10月20日，臨時奉安所正式開工。同年11月25日，日本埼玉縣慈恩寺將部分玄奘頂骨送至臺灣，自1956年1月22日起，先奉迎至苗栗縣獅頭山獅頭山勸化堂開善寺。 臨時奉安所原預計1955年末完工，卻經費不足因而工程延宕，魚池鄉公所在募款及向南投縣府求助未果，於是變賣鄉產以補不足，終於在1956年3月底完成。魚池鄉公所未知會相關單位，將元始天尊供奉於奉安所內，並自行命名為「玄光寺」，欲將產權歸為己有，引發爭議，後魚池鄉公所只好撤出元始天尊。中國佛教會還與魚池鄉鄉公所發生如工程費經費、與靈骨遷移後管理問題。

### 中國佛教會管理
1956年5月初，此寺產權交由中國佛教會管理，「玄光寺」額未變，由內政部王德溥題字。首任主持為雲峰法師。約一年後的1956年6月15日，北返後即未歸所。同年9月8日，中國佛教會將調查結果函省佛分會及南投縣支會謂：「（雲峰）固以因病為由，惟以語言習慣等均感不便，亦屬另有苦衷」，請省佛分會或南投縣支會就近遴薦適當人選作主持。次日，「日月潭玄奘大師靈骨奉安所管理委員會」召開會議，未有中央或地方教會代表與會下，自行通過選聘竹山岩達超尼法師為玄光寺住持， 引發中國佛教會不滿，指責黃登鳳與蔡鐵龍不聽內政部命令。同年10月26日，中國佛教會理事長章嘉大師以〈中佛秘字第73號〉聘書，聘請南投縣佛教支會理事長曾永坤為第二任住持，否決奉安所管委會私聘住持。

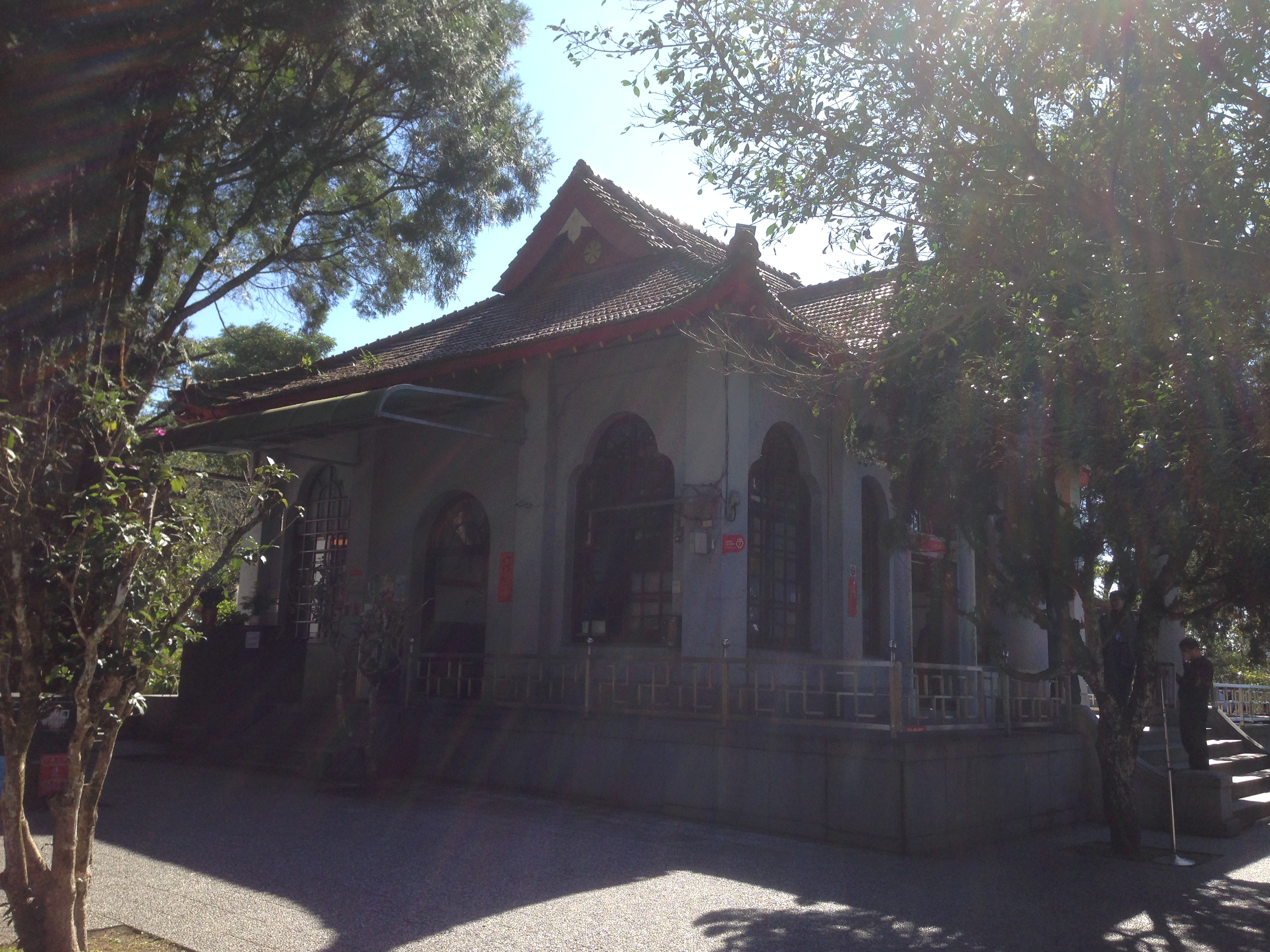
玄光寺側面

### 管理委員會代管
1965年11月玄奘寺完工，原供於奉安所玄奘頂骨也隨之移奉。因法會收支問題再起風波，曾永坤又因報紙發表〈唐僧冷落日月潭〉，導致地檢署令南投縣警局調查收支及妨礙自由案，最後他於1957年2月提出辭呈。之後第三、四任的主持改為奉安所管理委員會指派。
1972年5月3日，道安法師到此寺參訪，一比丘尼說過年三個月以來，魚池鄉公所均未收香油費，因無遊客關係，玄光寺反而向鄉公所倒請香油費，所以鄉公所擬出售此寺。

### 鄉公所收回自營

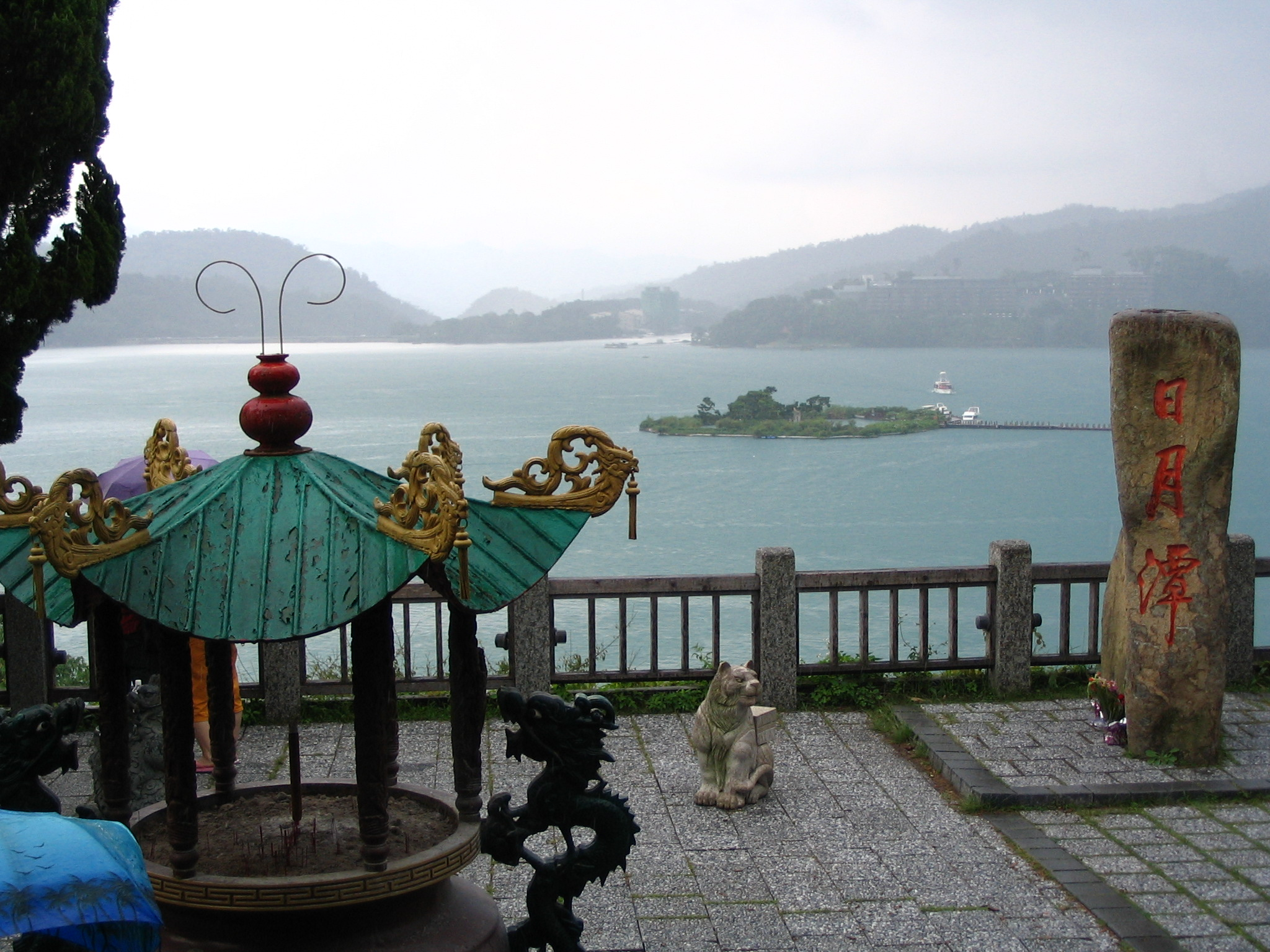
寺中的地標石，湖中島為拉魯島

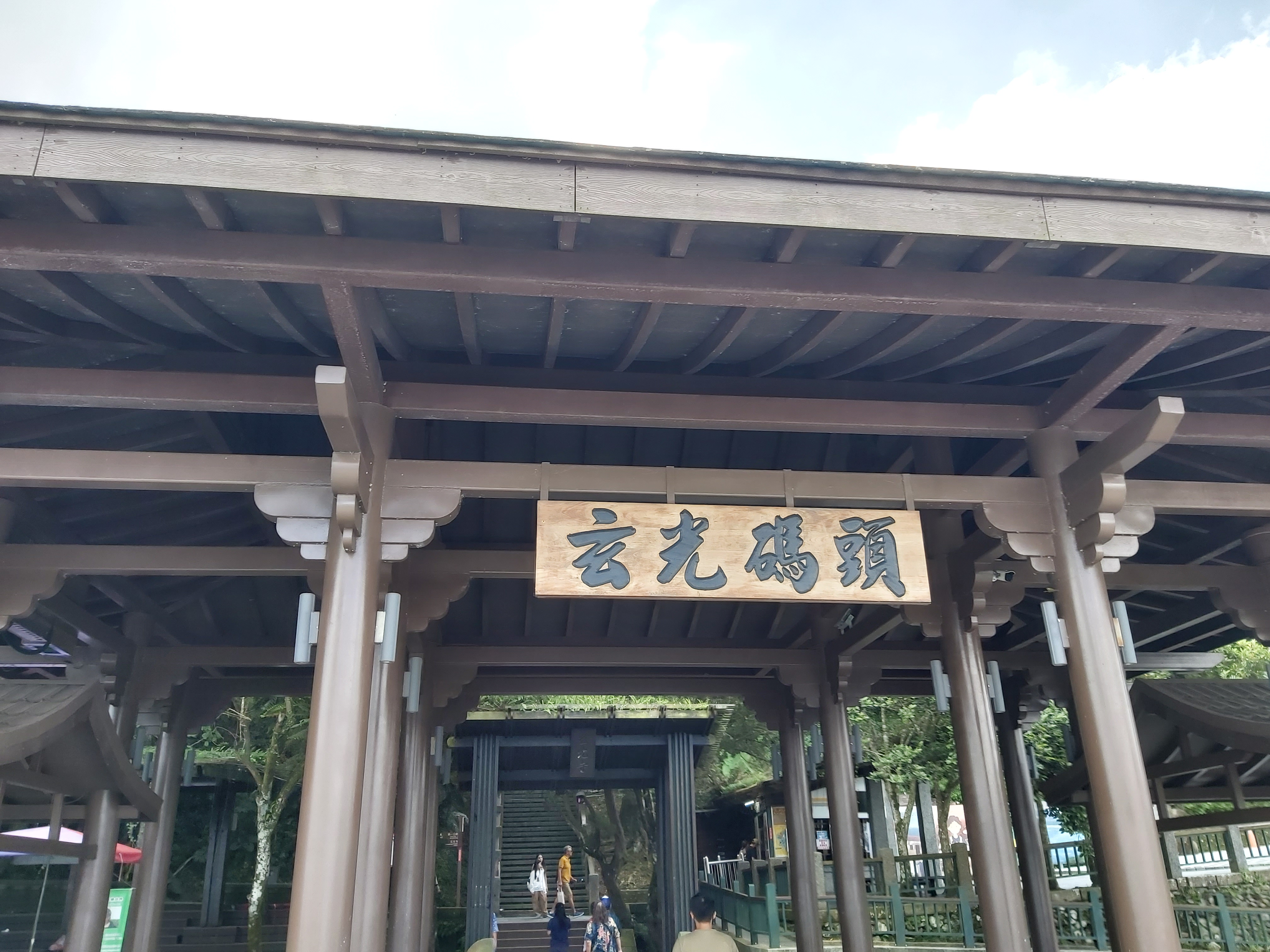
日月潭玄光碼頭

2010年，管理委員會代管契約屆滿。同年中，監委沈美真、李復甸到此寺履勘，發現環境欠佳、陳設粗陋庸俗、佛道混合擺設、管理員儀態欠佳，直言破壞國家形象。同年5月初，鄉公所根據監委指正，派清潔隊加強清理寺，並將關於關聖帝君等道教書籍及物品收起，亦或贈人結緣。
魚池鄉長陳錦倫上任後，將玄光寺收回，由鄉公所自營，並於2010年6月18日接任玄光寺主委成為鄉長兼廟公，寺廟香油錢等收入將用於文教與社福用途。同日王尚智捐贈《大藏經》給此寺，由陳錦倫代表接受。
拜中國大陸客遊湖觀光之賜，此寺地點是街頭藝人的黃金表演地段，還被抗議申請標準不公，日管處為此還召開協調會。旁邊的茶葉蛋販也受陸客喜愛，假日生意興隆。
此寺因地勢高可俯瞰日月潭，該寺刻有日月潭三字的地標石因可與拉魯島借位拍照，又因離碼頭近，成為熱門景點，陸客拍照不惜插隊而發生口角，因而該地標石被戲稱為「吵架石」。日管處為平息風波，從2010年起，分別在附近幾處景點陸續增設八顆同都刻有紅字「日月潭」的地標石。